# Schlag (Gemeinde Grünbach)
Schlag ist eine Ortschaft in der Gemeinde Grünbach im Bezirk Freistadt, Oberösterreich.
Die Ortschaft befindet sich südlich von Grünbach im Unteren Mühlviertel und nordöstlich von Freistadt. Der Ort fungiert als Vorort von Freistadt  und wird von zahlreichen neu errichteten Einfamilienhäusern dominiert. Am 1. Jänner 2024 zählte die Ortschaft 373 Einwohner.